# Lijst van rijksmonumenten in Heinenoord
De plaats Heinenoord telt 12 inschrijvingen in het rijksmonumentenregister. Hieronder een overzicht.
| Object | Oorspronkelijke functie?  | Bouwjaar                                   | Architect | Locatie                 | Coördinaten?                  | Nr.?   | Afbeelding        |
| --- | ------------------------- | ------------------------------------------ | --------- | ----------------------- | ----------------------------- | ------ | ----------------- |
| Nederlands Hervormde Kerk | Kerk en kerkonderdeel     | 1510 (ingebruikname)                       |           | Kerkplein 12            | 51° 49' 32" NB, 4° 28' 25" OL | 21350  | Meer afbeeldingen |
| Boerderij "Oost Leeuwenstein" | Boerderij                 | 18e eeuw                                   |           | Dorpstraat 13           | 51° 49' 31" NB, 4° 28' 37" OL | 21351  | Meer afbeeldingen |
| Dwarshuis met zadeldak en puntgevel met vlechtingen. IJzeren stoeppalen | Woonhuis                  | eerste helft 19e eeuw                      |           | Dorpsstraat 26          | 51° 49' 33" NB, 4° 28' 36" OL | 21352  | Meer afbeeldingen |
| Boerderij "Midden Leeuwenstein" | Boerderij                 | 1851                                       |           | Dorpstraat 63           | 51° 49' 32" NB, 4° 28' 21" OL | 21353  | Meer afbeeldingen |
| Boerderij "West Leeuwenstein" | Boerderij                 | 1762 (boerderij en schuur) 1865 (woonhuis) |           | Dorpstraat 79           | 51° 49' 34" NB, 4° 28' 7" OL  | 21354  | Meer afbeeldingen |
| Boerderij met wit gepleisterde woonhuis | Boerderij                 | 1763                                       |           | Gorzenweg 1             | 51° 49' 6" NB, 4° 31' 31" OL  | 21355  | Meer afbeeldingen |
| Pastorie van de Nederlands Hervormde Kerk: deftig herenhuis oostelijk van de kerk met hoog schilddak, waarin dakkapellen. Geprofileerde waterlijst tussen parterre en verdieping. Oorspronkelijk deur met bovenlicht; zes- en vierruitsschuiframen               | Kerkelijke dienstwoning   | eerste kwart 19e eeuw                      |           | Hofweg 7                | 51° 49' 32" NB, 4° 28' 28" OL | 21356  | Meer afbeeldingen |
| Hof van Assendelft | Woonhuis                  | 18e eeuw                                   |           | Hofweg 13               | 51° 49' 29" NB, 4° 28' 30" OL | 21357  | Meer afbeeldingen |
| Voormalige recht- en veerhuis; pand met kapverdieping onder pannen zadeldak tussen tuitgevels met vlechtingen, opgetrokken in gele ijsselsteen en (recentelijk) voorzien van zesruitsschuifvensters, deur met gedeeld bovenlicht. Aan de achterzijde een opkamer | Gerechtsgebouw            | 18e eeuw                                   |           | Goidschalxoordsedijk 24 | 51° 49' 41" NB, 4° 27' 28" OL | 21358  | Meer afbeeldingen |
| Molen van Goidschalxoord: ronde, gemetselde korenmolen | Industrie- en poldermolen | 1718                                       |           | Goidschalxoordsedijk 55 | 51° 49' 39" NB, 4° 27' 5" OL  | 21359  | Meer afbeeldingen |
| Rentenierswoning | Woonhuis                  | 1879                                       | Beljers   | Dorpsstraat 59          | 51° 49' 34" NB, 4° 28' 23" OL | 525094 | Rentenierswoning  |
| Watertoren | Nutsbedrijf               | 1910                                       | J. Smit   | Sluisendijk bij 2       | 51° 49' 40" NB, 4° 27' 49" OL | 525095 | Meer afbeeldingen |